# Воропаевский
Воропаевский — посёлок в Чернском районе Тульской области России.
В рамках административно-территориального устройства относится к Большескуратовской сельской администрации Чернского района, в рамках организации местного самоуправления входит в сельское поселение Тургеневское.

## География
Расположен в 101 км к юго-западу от областного центра и в 9 км к западу от райцентра, пгт Чернь.

## Население
| 2002 | 2010 |
| ---- | ---- |
| 235  | ↗265 |

Население — 265 чел. (2010).